# Rosanna Branciforti
Rosanna Branciforti (San Benedetto Po, 2 settembre 1946 – Roma, 25 dicembre 2009) è stata una politica italiana.

## Biografia
Laureata in Pedagogia, in gioventù militò dal 1968 nel PSIUP, poi nel 1972 aderì al Partito Comunista Italiano. 
Con il Pci venne eletta nel 1976 alla Camera dei deputati nella Circoscrizione Verona-Padova-Vicenza-Rovigo, venendo poi riconfermata anche dopo le elezioni politiche del 1979, restando quindi a Montecitorio fino al 1983.
Non condividendo la nascita del PD, nel 2009 ha aderito a Sinistra e Libertà.
Venne trovata morta nella sua casa di Roma il giorno di Natale del 2009 dopo un ictus.